# 巴西—葡萄牙關係

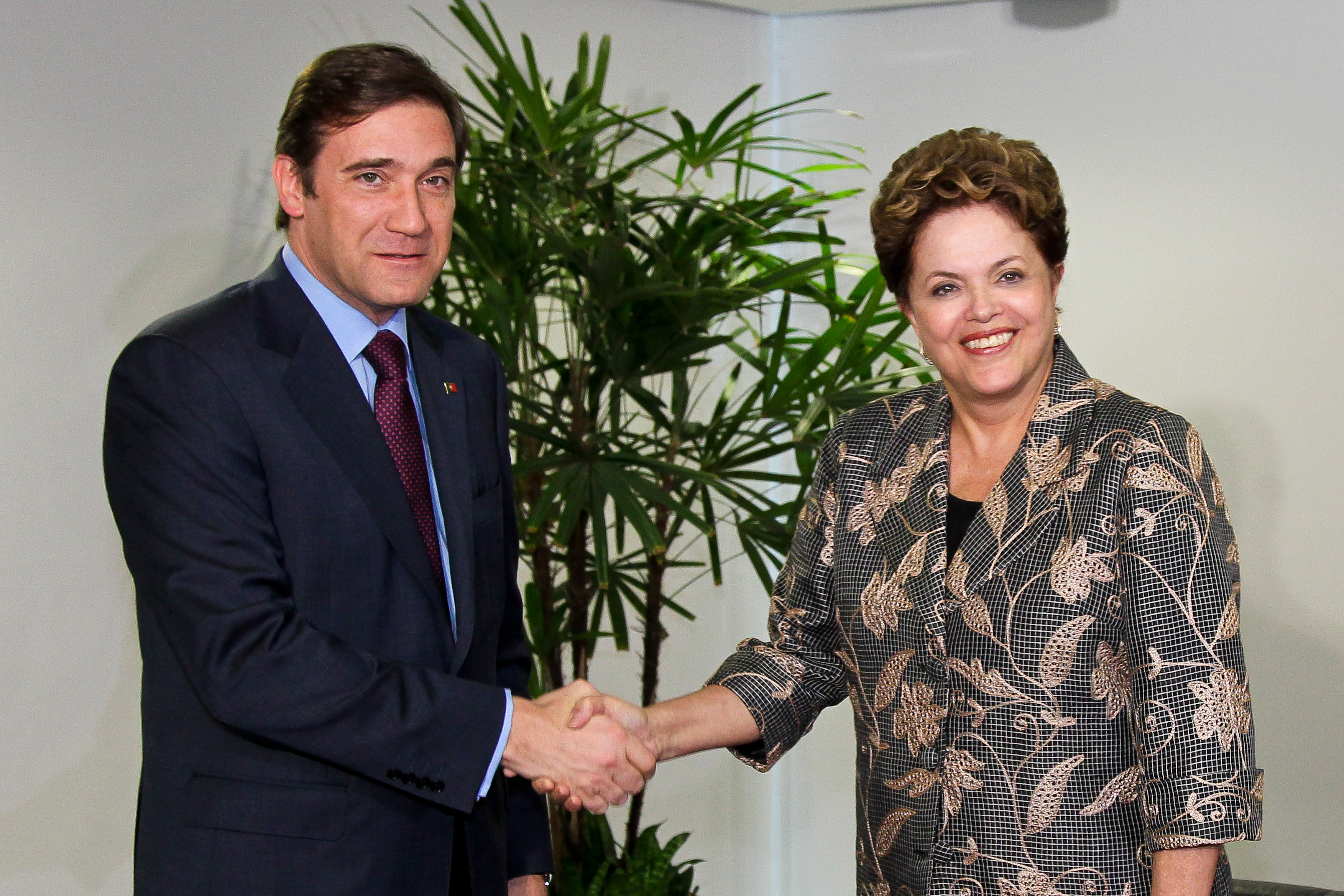
葡萄牙總理佩德羅·帕索斯·科埃略和巴西總統迪爾瑪·羅塞夫，攝於2011年

巴西－葡萄牙關係（葡萄牙語：Relações entre Brasil e Portugal），是指巴西联邦共和国和葡萄牙共和國之間的雙邊關係。兩國關係於1532年開始，至今已經跨越了四個世紀。由於巴西曾是葡萄牙帝國的領土，兩國之間的關係特殊且十分緊密，使用共同的語言（葡萄牙語），在經濟、社會、文化、法律、科技等領域均有合作 。根據2011年英國廣播公司的民調，76％的葡萄牙人認為巴西對葡萄牙有正面的影響，8％則認為影響負面；按是次調查，巴西是被最多葡萄牙人認為影響正面的國家。

## 政治關係
巴西和葡萄牙有在多個論壇上合作，並一直合作推動聯合國改革，葡萄牙更支持巴西成為聯合國安理會常任理事國。兩國是葡萄牙語國家共同體及前葡萄牙殖民地組織的共同創辦國，亦定期舉行首腦會議，討論雙邊協定。

## 經濟關係
由於巴西經濟市場的規模龐大，兩國之間互有投資；在20世紀70年代及80年代，巴西在葡萄牙的投資比葡萄牙在巴西的投資大得多。近年葡萄牙在巴西的投資大幅增長，而兩國的之間的貿易亦逐步增長。

## 文化關係
巴西和葡萄牙有共同的語言和宗教，而且都是葡語系奧林匹克委員會總會的成員。葡萄牙有時被稱為巴西的“母國”，但這說法有爭議。葡萄牙航海家佩德羅·阿爾瓦雷斯·卡布拉爾在聖保羅伊比拉布埃拉公園的雕像下有“巴西一切都歸功於葡萄牙”的字樣。 
常見於巴西建築物的阿茲勒赫瓷磚畫是源自葡萄牙，而巴西的電視劇在葡萄牙十分流行。巴西人至今仍使用葡萄牙姓名及保留葡萄牙的舞蹈風格，不過上述兩項文化在今日的葡萄牙已式微。